# لويس الثاني، كونت لون

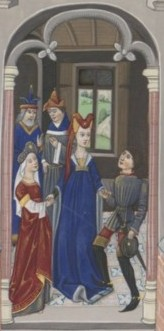
رسم من القرن 15 يصف مراسم زواج لويس الثاني وأدا

لويس الثاني كان كونتية لون في الفترة ما بين نهاية القرن 12 إلى 1218. كان ابن خيرارد الثاني، كونت لوز، وأديلايده من خيلدرلند، ابنة Henry I, Count of Guelders، وأجنيس من أرنشتاين، ابنة لويس الثالث من أرنشتاين.